# Die Köchin heiratet

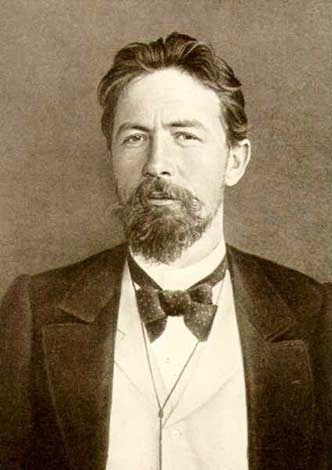
Anton Tschechow

Die Köchin heiratet (russisch Кухарка женится, Kucharka schenitsja) ist eine Kurzgeschichte des russischen Schriftstellers Anton Tschechow, die am 16. September 1885 in der Tageszeitung Peterburgskaja gaseta erschien.
Die alte Kinderfrau Axinja Stepanowna hat auf Geheiß der Hausherrin den noch nicht ganz 40-jährigen ledigen Droschkenkutscher Danilo Semjonytsch in die Küche gelotst. Das Eindringen des vor ihr sitzenden, Tee trinkenden Bräutigams in ihr Reich bringt die Braut, das ist die Köchin Pelageja, völlig durcheinander. Sie wendet das hochrote Gesicht von dem großen, stämmigen Kutscher ab und wirtschaftet heftig rumorend. Die bestellte Kupplerin Axinja fragt den Kutscher nach seinem täglichen Verdienst aus. Der sei von Tag zu Tag verschieden, kommt die Antwort. Zwar müsse der Kutscher mit der Pferdebahn und den zahllosen Kutscherkollegen konkurrieren, doch es reiche und er könne sogar noch eine andere glücklich machen. Bei diesen Worten schielt der Kutscher zur ohne rechten Sinn wirtschaftenden Köchin hinüber.
Als der Kutscher fort ist, schreit Pelageja die Hausherrin an, sie heirate diesen älteren Mann, den sie eben vorhin das erste Mal gesehen hat, keinesfalls. Die gnädige Frau widerspricht – einen so ruhigen, gesetzten Mann könne die Köchin unbesehen zum Manne nehmen.
Als die Köchin das Mittagessen völlig versalzen serviert, lässt der Hausherr den Zorn auf seine Gattin niederprasseln. Er verurteilt ihre Kuppelei. Jede Bediente solle nach ihrem Geschmack heiraten.
Am folgenden Sonntagmorgen findet die Trauung mit anschließender Harmonikamusik und einem Schnapsgelage statt. Die Braut Pelageja heult los.
Am nächsten Morgen arbeitet Pelageja wie gewöhnlich in der Küche. Der Kutscher erscheint, bedankt sich bei der gnädigen Frau und spricht mit strengem Blick auf die Köchin: „Gnädige Frau, achten Sie auf sie … Und dann, gnädige Frau, geben Sie mir bitte fünf Rubelchen auf Rechnung von ihrem Gehalt. Ich muß ein neues Kumt kaufen.“

## Verwendete Ausgabe
- Gerhard Dick (Hrsg.), Wolf Düwel (Hrsg.): Anton Tschechow: Gesammelte Werke in Einzelbänden: Die Köchin heiratet. S. 379–385 in: Gerhard Dick (Hrsg.): Anton Tschechow: Vom Regen in die Traufe. Kurzgeschichten. Aus dem Russischen übersetzt von Ada Knipper und Gerhard Dick. Mit einem Vorwort von Wolf Düwel. 630 Seiten. Rütten & Loening, Berlin 1964 (1. Aufl.)[2]